# دیده بانکی
دیده بانکی، روستایی از توابع بخش مرکزی شهرستان بوانات در استان فارس ایران است.

## محصولات دیده بانکی
محصولات کشاورزی این روستا:
سیب زمینی،آفتابگردان،لوبیا،عدس،نخود،گندم و جو،سیب زمینی،خیار و گوجه،گیلاس،انگور،هلو و شفت آلو ، گردو،سیب و.... است.
صنایع دستی:  قالی بافی ،ستاره بافی،چرم دوزی و .. اشاره کرد.

## جمعیت
این روستا در دهستان باغستان قرار دارد و براساس سرشماری مرکز آمار ایران در سال ۱۳۸۵، جمعیت آن ۲۹۳ نفر (۷۶خانوار) بوده‌است.